# Perilampus anomocerus
Perilampus anomocerus är en stekelart som beskrevs av Crawford 1914. Perilampus anomocerus ingår i släktet Perilampus och familjen gropglanssteklar. Inga underarter finns listade i Catalogue of Life.